# Vitaminas del grupo B

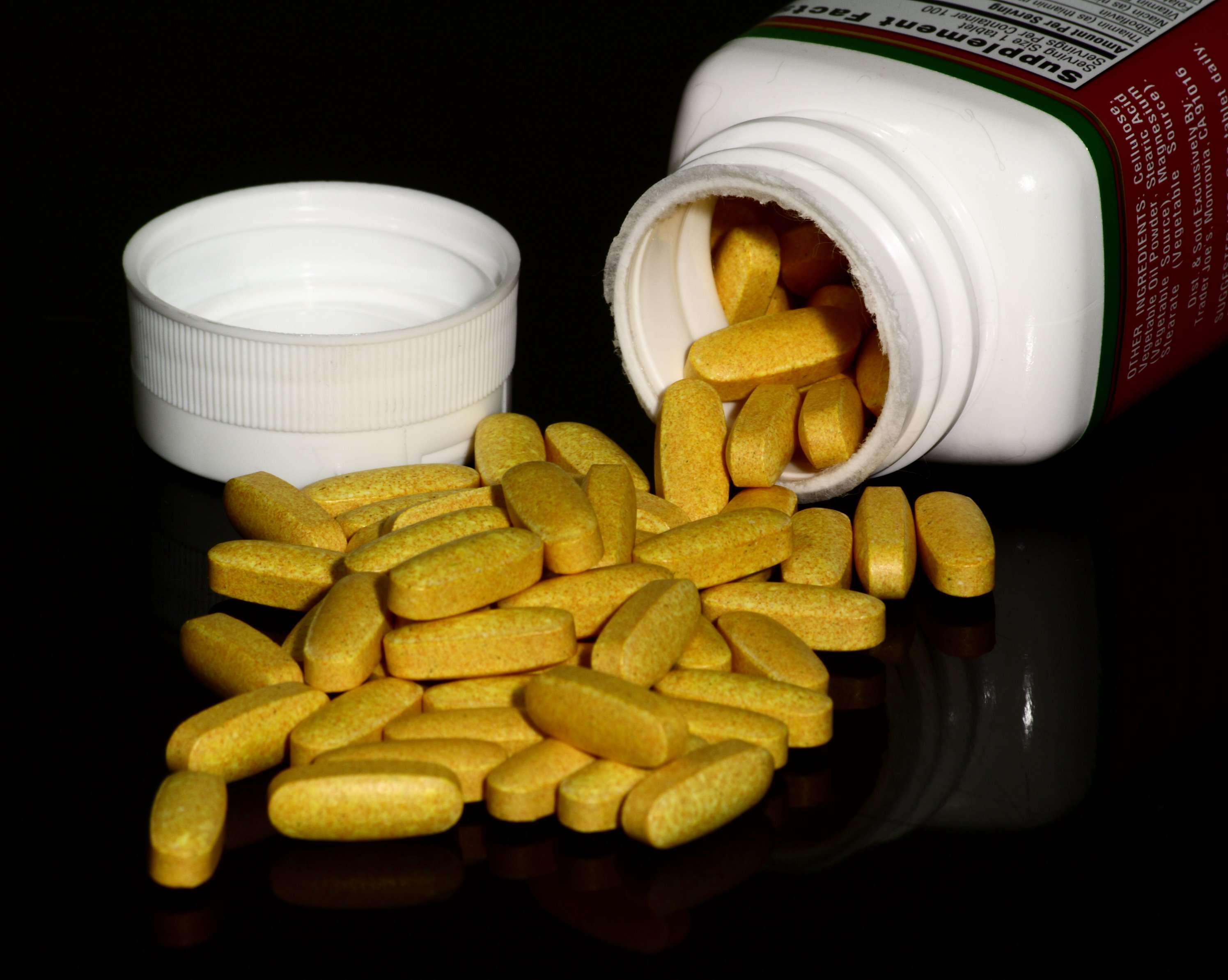
Suplementos de Vitaminas B

Las vitaminas del grupo B forman un grupo de 8 vitaminas relacionadas con el metabolismo celular. Al principio se creía que solo era una vitamina, pero luego se descubrió que eran varias, con funciones parecidas. Son hidrosolubles, por lo que se pueden perder en el agua de cocción y, en caso de tomarse en exceso, se eliminan por la orina (hasta cierto límite).
Las siguientes son las vitaminas del grupo B:
- Vitamina B1 (tiamina)
- Vitamina B2 (riboflavina)
- Vitamina B3 (niacina)
- Vitamina B5 (ácido pantoténico)
- Vitamina B6 (piridoxina)
- Vitamina B7 (biotina), conocida también como vitamina H
- Vitamina B9 (ácido fólico)
- Vitamina B12 (cobalamina)

Las siguientes sustancias, se han incluido también dentro del grupo B, aunque en realidad no son vitaminas (algunas de ellas se consideraron vitaminas en el pasado):
- Vitamina B8 (inositol), es un compuesto orgánico de la familia de los polioles o polialcoholes presente en las membranas plasmáticas y en otras estructuras de productos naturales. Es relativamente escaso, pero tiene una gran importancia funcional cuando se asocia a otras estructuras.
- Vitamina B10, (ácido 4-aminobenzoico) es un compuesto orgánico esencial para el metabolismo de algunas bacterias.
- Vitamina B11, (carnitina) es una amina cuaternaria sintetizada en el hígado, los riñones y el cerebro y es responsable del transporte de ácidos grasos al interior de las mitocondrias, orgánulos celulares encargados de la producción de energía.
- Vitamina B13 (ácido orótico), es un compuesto heterocíclico ácido, elaborado por la flora intestinal.
- Vitamina B14, una mezcla de vitaminas B-10 y B-11
- Vitamina B15 (ácido pangámico)
- Vitamina B16 o dimetilglicina.
- Vitamina B-17 (amigdalina)
- Vitamina B-22, comúnmente llevada como un ingrediente del Aloe vera
- Vitamina B-c, otro nombre para la vitamina B-9 (ácido fólico)
- Vitamina B-h (inositol)
- Vitamina B-t (L-carnitina)
- Vitamina Bx (ácido 4-aminobenzoico) o vitamina B10 bacteriana, también llamada PABA (por las siglas en inglés de Para-Amino-Benzoic Acid, ‘ácido para-aminobenzoico’)

El Complejo B tiene como beneficios el incremento de energía, efecto analgésico ante los dolores neuropáticos y contribuye a la prevención de la anemia perniciosa, debido a que ayuda a la formación de glóbulos rojos en el organismo
Productos con complejo B son de utilidad para cubrir requerimientos de condiciones físicas que incrementan la demanda vitamina, como es el caso de la diabetes mellitus en adultos mayores, y alcohólicos crónicos, así como también deficiencias por actividad física intensa.

## Vitaminas del grupo B
La vitamina B1 o tiaminaEs fundamental para el proceso de transformación de azúcares y cumple una importante labor en la conducción de los impulsos nerviosos y en el metabolismo del oxígeno. Se encuentra en la levadura de cerveza, el trigo (es un cereal). También en el germen de cereal, la carne de cerdo, el hígado y los riñones, el pescado, el pan integral, las alubias cocidas, la leche y sus derivados, principalmente.
La vitamina B2 o riboflavinaPor su parte, es una pieza clave en la transformación de los alimentos en energía, ya que favorece la absorción de las proteínas, las grasas y los carbohidratos.Esta vitamina se encuentra en su estado natural en la levadura seca, el hígado, los quesos, los huevos, las setas, el yogur, la leche, la carne, el pescado, los cereales, el pan integral y las verduras cocidas.
La ausencia de la B2 puede ocasionar anemia, trastornos del hígado, conjuntivitis, sequedad, dermatitis de la piel y mucosas, además de úlceras en la boca. Para obtener mejores resultados se recomienda no mezclarla con ácido bórico, penicilina, etc.
La vitamina B3 o niacinaLa vitamina B3, niacina o ácido nicotínico, con fórmula química C6H5NO2 es una vitamina hidrosoluble cuyos derivados, NADH y NAD+, y NADPH y NADP+, tienen un papel esencial en el metabolismo energético de la célula y de la reparación de ADN.[1] El término vitamina B3 también incluye a la correspondiente amida, la nicotinamida, o niacinamida, con fórmula química C6H6N2O. Dentro de las funciones de la niacina se incluyen retirada de productos tóxicos del cuerpo y su participación en la producción de hormonas esteroideas, sintetizadas por la glándula adrenal, tales como las hormonas sexuales y las hormonas relacionadas con el estrés.
La vitamina B5 o ácido pantoténicoLa vitamina B5 o ácido pantoténico es una vitamina hidrosoluble requerida para mantener la vida (nutriente esencial). El ácido pantoténico se necesita para formar la coenzima A (CoA) y se considera esencial para el metabolismo y la síntesis de carbohidratos, proteínas y grasas. Su estructura química es una amida entre D-pantotenato y beta-alanina. Su nombre deriva del griego pantothen, que significa ‘de todas partes’, y se encuentran pequeñas cantidades de ácido pantoténico en casi todos los alimentos. Hay altas cantidades en cereales de grano completo, legumbres, levaduras de cerveza, jalea real, huevos y carne. Se encuentra habitualmente como un análogo de alcohol, la provitamina pantenol, y como pantotenato de calcio.
La vitamina B6 o piridoxinaSu papel en el crecimiento, conservación y reproducción de todas las células del organismo es muy importante. La deficiencia en vitamina B6 causa reducción en la actividad enzimática de la serina hidroximetil transferasa la cual suministra el grupo metileno THF, pero si la disponibilidad de metileno THF es reducida debido a deficiencia de vitamina B6 entonces se puede esperar una reducida incorporación de uracilo y consecuentemente daños a nivel de cromosoma. Deficiencias en vitamina B6 han sido asociadas con cáncer de próstata, enfermedades del corazón, derrame cerebral, aterosclerosis, así como problemas de funcionamiento cerebral en niños y adultos. La aportan la levadura seca, el germen de trigo, el hígado, los riñones, la carne, el pescado, las legumbres, los huevos, la coliflor, los plátanos, las judías verdes y el pan integral.
Bajos niveles de esta vitamina producen inflamaciones en la piel tales como sequedad o eccemas, además de anemia, diarrea y hasta demencia. La B6 se utiliza con mucho éxito en mujeres menopáusicas, dado que alivia los síntomas de este período.
La vitamina B7 o biotinaLa biotina (del griego bios, ‘vida’) o vitamina B7, es una vitamina estable al calor, soluble en agua y alcohol y susceptible a la oxidación que interviene en el metabolismo de los hidratos de carbono, grasas, aminoácidos y purinas.
La vitamina B9 o ácido fólicoFue descubierta en 1931 por la doctora Lucy Wills cuando trabajaba en Bombay con mujeres embarazadas con  padecimiento de anemia. Encontró que el tratamiento con levadura en las pacientes resultaba en alivio de la anemia, por lo tanto supuso que la levadura contenía un factor potencialmente útil en el tratamiento a gran escala de la anemia. En 1941 ese factor fue aislado y llamado “Folato” del latín folium (hoja), porque fue aislado de hojas de espinaca. Su deficiencia se asocia a la espina bífida, varios tipos de cáncer y enfermedades neurodegenerativas tales como Alzheimer. Resulta indispensable para el sistema nervioso, puesto que afecta positivamente a su crecimiento y funcionamiento, así como en el de la médula ósea; además, favorece la regeneración de las células. La B9 se encuentra en las espinacas, los berros, las frutas, la zanahoria, el pepino, el hígado, los riñones, el queso, los huevos, la carne y el pescado. Su deficiencia es común en personas que consumen pocas frutas o vegetales, y se estima que aproximadamente el 10 % de la población de los Estados Unidos presentan deficiencia que llega a niveles que producen daño en los cromosomas. El mecanismo por el cual el daño en los cromosomas es producido ha sido demostrado como una deficiencia en la metilación de uracilo a timina y subsecuente incorporación de uracilo dentro del ADN humano, daños en los cromosomas, así como niveles altos de uracilo en el ADN humano pueden ser revertidos mediante la administración de ácido fólico.
Su carencia provoca cansancio, insomnio e inapetencia y, en las mujeres embarazadas, puede traer como consecuencia malformaciones en el feto.
La vitamina B12 o cobalaminaDesempeña un papel muy importante en el crecimiento, contribuye al normal desarrollo del sistema nervioso, es indispensable para la médula ósea, la síntesis de glóbulos rojos y el correcto funcionamiento del tracto gastrointestinal. Deficiencia en vitamina B12 causa daño en ADN por los mismos mecanismos que lo hace una deficiencia de ácido fólico. Las fuentes más comunes de vitamina B12 son de origen animal, razón por la cual veganos y gente de avanzada edad son los grupos de mayor riesgo de deficiencia de esta vitamina. Se encuentra principalmente en las carnes, los huevos, los derivados de la leche, el hígado, los riñones y el pescado.

## Deficiencia de vitamina B
La deficiencia de vitamina B origina una serie de enfermedades asociadas a la falta de ingesta de las vitaminas del complejo B:
- Déficit de tiamina o vitamina B1: beriberi, encefalopatia de Wernicke.[4]
- Deficiencia de riboflavina o vitamina B2
- Déficit de niacina o vitamina B3: pelagra puede presentarse como fotosensibilidad en pacientes hospitalizados en la unidad de cuidados intensivos con comorbilidades[5]
- Deficiencia de piridoxina o vitamina B6.
- Deficiencia de cianocobalamina o vitamina B12: anemia perniciosa, anemia megaloblástica.[6]